# اودالاسویر
اودالاسویر (انگلیسی: Odalasvir) (INN، که پیش‌تر با نام ACH-3102 شناخته می‌شد) یک داروی جدید تحقیقاتی در حال توسعه برای درمان هپاتیت ث است. این دارو یک مهارکننده NS5A است. پروتئین NS5A عملکردهای پرشماری را در مراحل گوناگون چرخه حیات ویروسی از جمله تکثیر ویروس انجام می‌دهد. NS5A همچنین در ایجاد مقاومت به اینترفرون، یک علت شایع شکست درمان، نقش دارد. این دارو توسط شرکت دارویی آشیلیون در دست توسعه است.